# 1967-es angol labdarúgó-szuperkupa
Az 1967-es angol labdarúgó-szuperkupa, eredeti nevén FA Charity Shield a 45. angol szuperkupa volt; egy labdarúgó-mérkőzés az élvonalbeli bajnokság és az FA-kupa előző szezonjának győztese között. A mérkőzés két résztvevője 1967-ben a Manchester United, az 1966–67-es Football League-bajnok, és a Tottenham Hotspur, az 1966–67-es FA-kupa-győztes volt. A találkozót 1967. augusztus 12-én rendezték a Manchester stadionjában, a manchesteri Old Traffordban. A mérkőzés végül 3–3-as döntetlenre végződött, így a két csapat megosztozott a trófeán, mindketten hat hónapig tarthatták maguknál. A Manchesternél Bobby Charlton két gólt szerzett és Denis Law lőtte be a harmadikat. A másik oldalon Jimmy Robertson és Frank Saul szerzett gólt a Spursnek, azonban a mérkőzés a Tottenham második góljáról híres igazán, amit a kapus, Pat Jennings szerzett kirúgásból. A labda átrepült a játéktér, majd a United kapusa, Alex Stepney feje felett, egyenesen a kapuba.

## Részletek
| 1967. augusztus 12. | Manchester United | 3 – 3 | Tottenham Hotspur       | Old Trafford, Manchester Nézőszám: 54 106 |
| 1967. augusztus 12. | Charlton Law      |       | Robertson Jennings Saul | Old Trafford, Manchester Nézőszám: 54 106 |

## Lásd még
- The Football League 1966–67
- FA-kupa 1966–67